# Христич Дмитро Анатолійович
Дмитро Анатолійович Христич  (народився 23 липня 1969, Київ, Українська РСР, СРСР) — український радянський та український хокеїст, правий нападник. З 2023 року головний тренер національної збірної команди України з хокею з шайбою. У Національній хокейній лізі провів 811 матчів; учасник матчів усіх зірок 1997 і 1999.
У складі збірної СРСР переможець чемпіонату світу 1990. У складі національної збірної України учасник зимових Олімпійських ігор 2002, чемпіонатів світу 2001, 2002 і 2003. Заслужений працівник фізичної культури і спорту України (2008). Найрезультативніший український хокеїст у НХЛ.

## Біографія
Вихованець київської хокейної школи. У 1985 році почав грати за «Сокіл» (Київ). Виступав за збірну СРСР. У її складі став чемпіоном світу-1990. Заслужений майстер спорту СРСР.
У 1990 році поїхав до Вашингтона, одружився з американкою Ейрін. З листопада 1993 року грав за клуб НХЛ «Вашингтон Кепіталс». Згодом виступав за «Лос-Анджелес Кінгс», «Бостон Брюїнс» та «Торонто Мейпл-Ліфс». Двічі брав участь у матчі всіх зірок НХЛ.
У 1998 році народився син Кай. Згодом Дмитро розлучився з Ейрін.
Ігрову кар'єру завершив у 2004 році, після того, як два сезони відіграв у російській суперлізі за магнітогорський «Металург».
Грає в гольф — посів 9 місце в Кубку України 2009 року. Віце-президент Федерації гольфу України.

## Статистика
| Сезон         | Клуб                   | Ліга          | Регулярна першість | Регулярна першість | Регулярна першість | Регулярна першість | Регулярна першість | Регулярна першість | Плей-оф | Плей-оф | Плей-оф | Плей-оф | Плей-оф | Плей-оф |
| Сезон         | Клуб                   | Ліга          | І                  | Г                  | П                  | О                  | +/-                | ШХ                 | І       | Г       | П       | О       | +/-     | ШХ      |
| ------------- | ---------------------- | ------------- | ------------------ | ------------------ | ------------------ | ------------------ | ------------------ | ------------------ | ------- | ------- | ------- | ------- | ------- | ------- |
| 1985—86       | Сокіл Київ             | СРСР          | 4                  | 0                  | 0                  | 0                  | —                  | 0                  | —       | —       | —       | —       | —       | —       |
| 1986—87       | Сокіл Київ             | СРСР          | 20                 | 3                  | 0                  | 3                  | —                  | 4                  | —       | —       | —       | —       | —       | —       |
| 1987—88       | ШВСМ Київ              | СРСР-2        | 4                  | 4                  | 0                  | 4                  | —                  | 4                  | —       | —       | —       | —       | —       | —       |
| 1987—88       | Сокіл Київ             | СРСР          | 37                 | 9                  | 1                  | 10                 | —                  | 18                 | —       | —       | —       | —       | —       | —       |
| 1988—89       | Сокіл Київ             | СРСР          | 42                 | 17                 | 10                 | 27                 | —                  | 15                 | —       | —       | —       | —       | —       | —       |
| 1989—90       | Сокіл Київ             | СРСР          | 47                 | 14                 | 22                 | 36                 | —                  | 32                 | —       | —       | —       | —       | —       | —       |
| 1990—91       | Сокіл Київ             | СРСР          | 28                 | 10                 | 12                 | 22                 | —                  | 20                 | —       | —       | —       | —       | —       | —       |
| Всього в СРСР | Всього в СРСР          | Всього в СРСР | 178                | 53                 | 45                 | 98                 | —                  | 89                 | 0       | 0       | 0       | 0       | 0       | 0       |
| 1990—91       | Балтимор Скіпджекс     | АХЛ           | 3                  | 0                  | 0                  | 0                  | —                  | 0                  | —       | —       | —       | —       | —       | —       |
| 1990—91       | Вашингтон Кепіталс     | НХЛ           | 40                 | 13                 | 14                 | 27                 | -1                 | 21                 | 11      | 1       | 3       | 4       | -2      | 6       |
| 1991—92       | Вашингтон Кепіталс     | НХЛ           | 80                 | 36                 | 37                 | 73                 | +24                | 35                 | 7       | 3       | 2       | 5       | +2      | 15      |
| 1992—93       | Вашингтон Кепіталс     | НХЛ           | 64                 | 31                 | 35                 | 66                 | +29                | 28                 | 6       | 2       | 5       | 7       | -2      | 2       |
| 1993—94       | Вашингтон Кепіталс     | НХЛ           | 83                 | 29                 | 29                 | 58                 | -2                 | 73                 | 11      | 2       | 3       | 5       | 0       | 10      |
| 1994—95       | Вашингтон Кепіталс     | НХЛ           | 48                 | 12                 | 14                 | 26                 | 0                  | 41                 | 7       | 1       | 4       | 5       | +4      | 0       |
| 1995—96       | Лос-Анджелес Кінгс     | НХЛ           | 76                 | 27                 | 37                 | 64                 | 0                  | 44                 | —       | —       | —       | —       | —       | —       |
| 1996—97       | Лос-Анджелес Кінгс     | НХЛ           | 75                 | 19                 | 37                 | 56                 | +8                 | 38                 | —       | —       | —       | —       | —       | —       |
| 1997—98       | Бостон Брюїнс          | НХЛ           | 82                 | 29                 | 37                 | 66                 | +25                | 42                 | 6       | 2       | 2       | 4       | +1      | 2       |
| 1998—99       | Бостон Брюїнс          | НХЛ           | 79                 | 29                 | 42                 | 71                 | +11                | 48                 | 12      | 3       | 4       | 7       | +1      | 6       |
| 1999—00       | Торонто Мейпл-Ліфс     | НХЛ           | 53                 | 12                 | 18                 | 30                 | +8                 | 24                 | 12      | 1       | 2       | 3       | -3      | 0       |
| 2000—01       | Торонто Мейпл-Ліфс     | НХЛ           | 27                 | 3                  | 6                  | 9                  | +8                 | 8                  | —       | —       | —       | —       | —       | —       |
| 2000—01       | Вашингтон Кепіталс     | НХЛ           | 43                 | 10                 | 19                 | 29                 | -8                 | 8                  | 3       | 0       | 0       | 0       | 0       | 0       |
| 2001—02       | Вашингтон Кепіталс     | НХЛ           | 61                 | 9                  | 12                 | 21                 | +2                 | 12                 | —       | —       | —       | —       | —       | —       |
| Всього в НХЛ  | Всього в НХЛ           | Всього в НХЛ  | 811                | 259                | 337                | 596                | +104               | 422                | 75      | 15      | 25      | 40      | +1      | 41      |
| 2002—03       | Металург Магнітогорськ | РСЛ           | 31                 | 9                  | 12                 | 21                 | —                  | 20                 | 3       | 0       | 0       | 0       | 0       | 4       |
| 2003—04       | Металург Магнітогорськ | РСЛ           | 38                 | 4                  | 7                  | 11                 | —                  | 20                 | —       | —       | —       | —       | —       | —       |
| Всього в РСЛ  | Всього в РСЛ           | Всього в РСЛ  | 69                 | 13                 | 19                 | 32                 | —                  | 40                 | 3       | 0       | 0       | 0       | —       | 4       |

## Досягнення
Як гравець
- Переможець молодіжного чемпіонату світу 1990;
- Переможець чемпіонату світу 1990;
- Учасник матчу усіх зірок НХЛ 1997
- Учасник матчу усіх зірок НХЛ 1999

Як тренер
- Переможець Дивізіону IB: 2024